# マーク・ジェイムソン
マーク・ジェイムソン（Marc Jameson）は、アメリカ合衆国の音楽プロデューサー、レコーディング・エンジニア、プログラマー、著作家、リミキサー。彼の名が作品にクレジットされているアーティストには、クリスティーナ・アギレラ、マドンナ、ケリー・オズボーン (Kelly Osbourne)、マット&キム (Matt & Kim)、スタティック-X、ボン・ジョヴィなどがいる。ジェイムソンは、当初はアーティストとしてダイアトライブ (Diatribe) やキキウェスト (Kikiwest)といったバンドで活動していた。

## おもな業績

### レコード
- クリスティーナ・アギレラ - キープス・ゲッティン・ベター〜グレイテスト・ヒッツ (Keeps Gettin' Better: A Decade of Hits)
- スタティック-X - カルト・オブ・スタティック (Cult of Static)
- ボー・ルンガ (Boh Runga) - Names in the Sand（シングル）
- クリスティーナ・アギレラ - バック・トゥ・ベーシックス (Back to Basics)
- クリスティーナ・アギレラ - Da Da Da：ペプシコーラのCM
- シエラ・スワン (Sierra Swan) - Ladyland
- ケリー・オズボーン - Secret Lover
- マドンナ - アメリカン・ライフ（フェリックス・ダ・ハウスキャット・デヴィン・ダズル・クラブ・ミックス）(American Life (Felix Da Housecat's Devin Dazzle Club Mix))[1]
- ボン・ジョヴィ - バウンス (Bounce)
- リジー・ウェスト (Lizzie West) - Holy Road: Freedom Songs[2]
- リジー・ウェスト - Lizzie West EP
- フェリックス・ダ・ハウスキャット (Felix da Housecat) - Rocket Ride[3]
- シャノン・カーフマン (Shannon Curfman) - Fast Lane Addiction
- マイティ・シックス・ナインティ (Mighty Six Ninety) - Cheers To The Bitter End
- マイティ・シックス・ナインティ - Cheers To The Bitter End [Bonus Tracks]

### 映画
- Le Reve de la Mere - オリジナル・スコア[4]
- セクレタリー (Secretary) - リジー・ウェスト「Chariots Rise」[2]
- ストレンジ・デイズ/1999年12月31日 (Strange Days) - ダイアトライブ「Therapy」[5]
- Saving Emily - Jayspex「Twilight」[6]

### テレビ
- Miss Match - Kikiwest「Feel Better」[7]
- MTV Road Rules - Kikiwest「Creeper」
- Battle of the Sexes - Creeper, Kikiwest.[8]

### ビデオ・ゲーム
- ブラッディロア2 (Bloody Roar 2)

## バンド活動

### キキウェスト
マーク・ジェイムソンは、ジャクリーン・ギャリアー (Jacqueline Gallie) とともに、キキウェストというユニットを1990年代に組んでいた。ポーティスヘッドなどの影響を受けたトリップ・ホップ・デュオであったキキウェストは、4種類のデモ音源を4つのレコード会社に送って、そのすべてからオファーを受け、当初はうまくいっていた。ジェイムソンとギャリアーは、ロンドン・レコード (London Records) が配給するFFRRレコード (FFRR Records) と契約することを決め、キキウェストの将来は明るいものに見えていたが、アルバム発表に漕ぎ着ける前に2人の関係は壊れてしまた。キキウェストとしてメジャーから公式にリリースされたのは、コンピレーション・アルバム『She - A Female Trip-Hop Experience』（2001年）に収録された「Creep」だけである。キキウェストはMySpaceのページを使い、インディーズとしての活動を続けた。
キキウェストのディスコグラフィ
- She: A Female Triphop Experience[9]
- Chilled Sirens[10]
- Definitive Chilled

### ダイアトライブ
マーク・ジェイムソンは、ケヴィン・マーバーグ (Kevin Marburg)、パット・トーヴス (Pat Toves)、ヴィンス・モンタルバーノ (Vince Montalbano)、フィル・ビアジーニ (Phil Biagini) とともに、1991年にカリフォルニア州サンノゼでダイアトライブを結成した。このバンドのサウンドは、スキニー・パピー、16ボルト (16Volt)、ケムラブ (Chemlab) といった、インダストリアル・ロックや（コールドウェーヴ (Coldwave) とも称された）インダストリアル・メタルの諸バンドの影響を受けていた。グラインドするギター、メカニカルなリズム、サンプリングされたボーカル、亡霊に取り憑かれたような歌詞が、ポップに近いフックと混ざり合い、ダイアトライブのサウンドをインダストリアル系としては異質なものにしていただけでなく、馴染みやすいものにしていた。デモ音源に続いて3枚のシングルとセルフタイトル・アルバム1枚、多数のコンピレーション・アルバムへの収録やリミックス・トラックを残し、ダイアトライブは1996年を最後に解散した。ジェイムソンがダイアトライブのアルバムに関係して残したクレジットは、ドラムス、キーボード、ボーカルから、プロデューサー、エンジニアまで広範囲に及んでいた。
ダイアトライブのディスコグラフィ
- Therapy (EP) (1991, COP International)
- Nothing (EP) (1992, Re-Constriction)
- Ultracide/Junkyard (1996, Re-Constriction)
- Diatribe (album) (1996, Re-Constriction)